# هری وات
هری وات (انگلیسی: Harry Watt؛ ۱۸ اکتبر ۱۹۰۶ – ۲ آوریل ۱۹۸۷) کارگردان فیلم، مستندساز، تهیه‌کننده، و نویسنده اهل اسکاتلند بود که کار خود را با همکاری با جان گریرسن و رابرت فلاهرتی آغاز کرد. فیلم او به نام محاصره پینچگات، محصول ۱۹۵۹، به نهمین جشنواره بین‌المللی فیلم برلین راه یافت.